# 小田代ヶ原

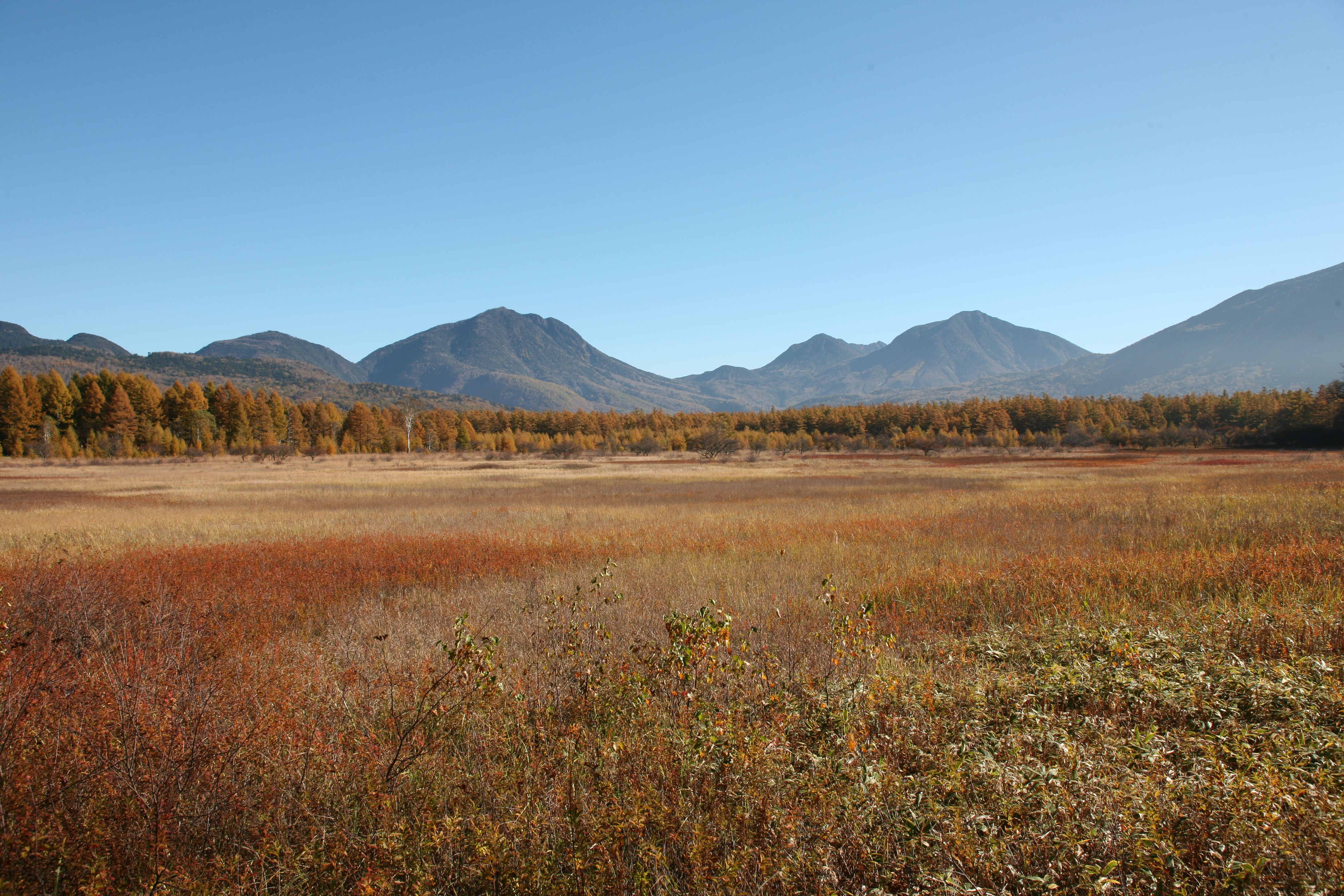
小田代ヶ原

小田代ヶ原（おだしろがはら）は、栃木県日光市の日光国立公園内にある湿地。湯川の西岸に位置する周囲2kｍの湿原で「小田代原」と表記することもある。標高は、盆地状の地形の底部が約1,405から1,410m程度、周縁部は少し高く最高でも1,430m程度である。日光国立公園の特別保護地域および特別地域であるほか、環境省の日本の重要湿地500、国際条約のラムサール条約湿地に登録され保護されている。

## 概要
小田代ヶ原は奥日光の中西部に位置し、標高約1,405mから1,430m、湿原から草原への遷移期にあり、両者の特徴を持ち希少な景観を有する湿地である。
周辺は、東側が戦場ヶ原、北側から西側が外山山麓、南側が高山山麓となっており、おおむね北 - 西 - 南の三面を山に囲まれ、唯一開けた東側も土地が隆起し広葉樹のミズナラが茂って戦場ヶ原と隔てており、この小さく浅い盆地状の地形のため、小田代ヶ原は普段は覆水が無いものの、局地的な豪雨の後には一時的に湖沼が出現することがあり、21世紀に入ってからでは2003年（平成15年）の台風10号上陸後、2007年（平成19年）の台風9号上陸後、2011年（平成23年）の台風12号・台風15号上陸後、2018年（平成30年）の台風24号上陸後、2019年（令和元年）の令和元年東日本台風（台風19号）上陸後に出現した。アヤメやウマノアシガタ、ニッコウアザミなどの野草に混じって、ノハナショウブなどの湿地性植物も見られると云われている。
小田代ヶ原は、こうした特徴的な地形に起因する多様な植生を有することから、1934年（昭和9年）より日光国立公園の特別保護地域および特別地域に指定され保護されている。さらに、近年の世界的な情勢から、2001年（平成13年）12月には環境省の日本の重要湿地500に、またその後の2005年（平成17年）11月8日には域内の44.72ヘクタールがラムサール条約湿地に登録され、他の湿地等とともに、国際的な保護体制が敷かれている。

## 環境

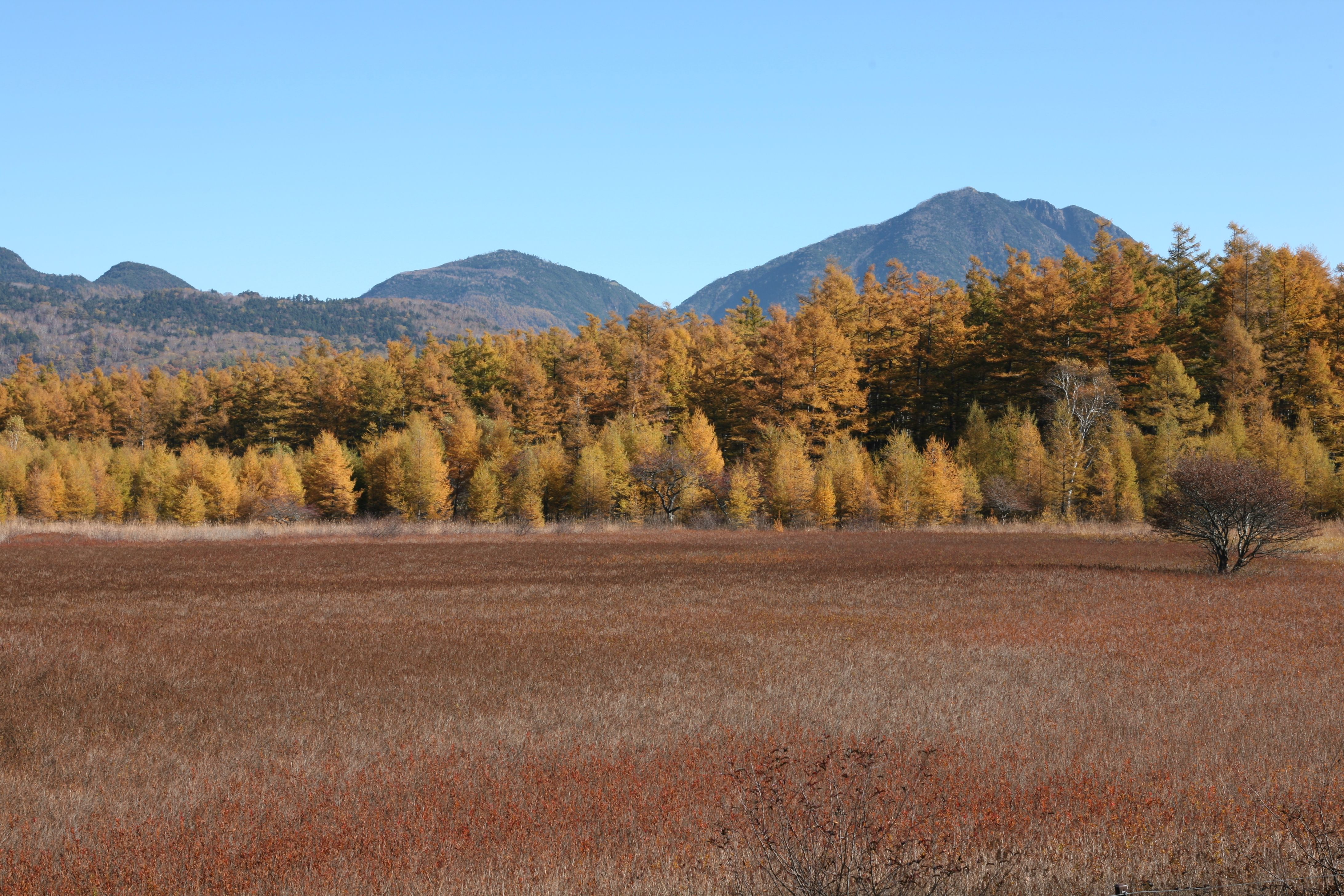
小田代ヶ原

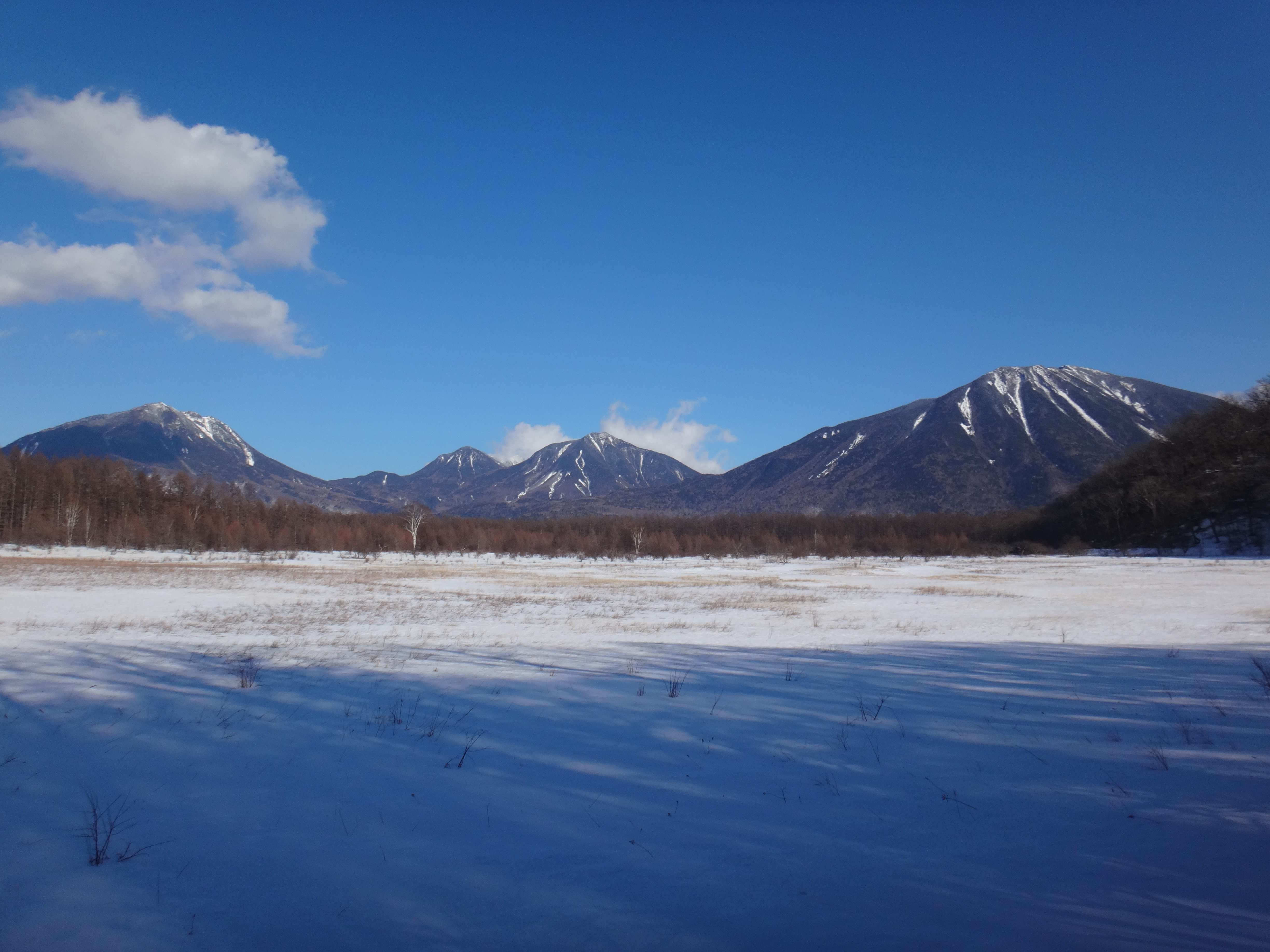
冬の小田代ヶ原

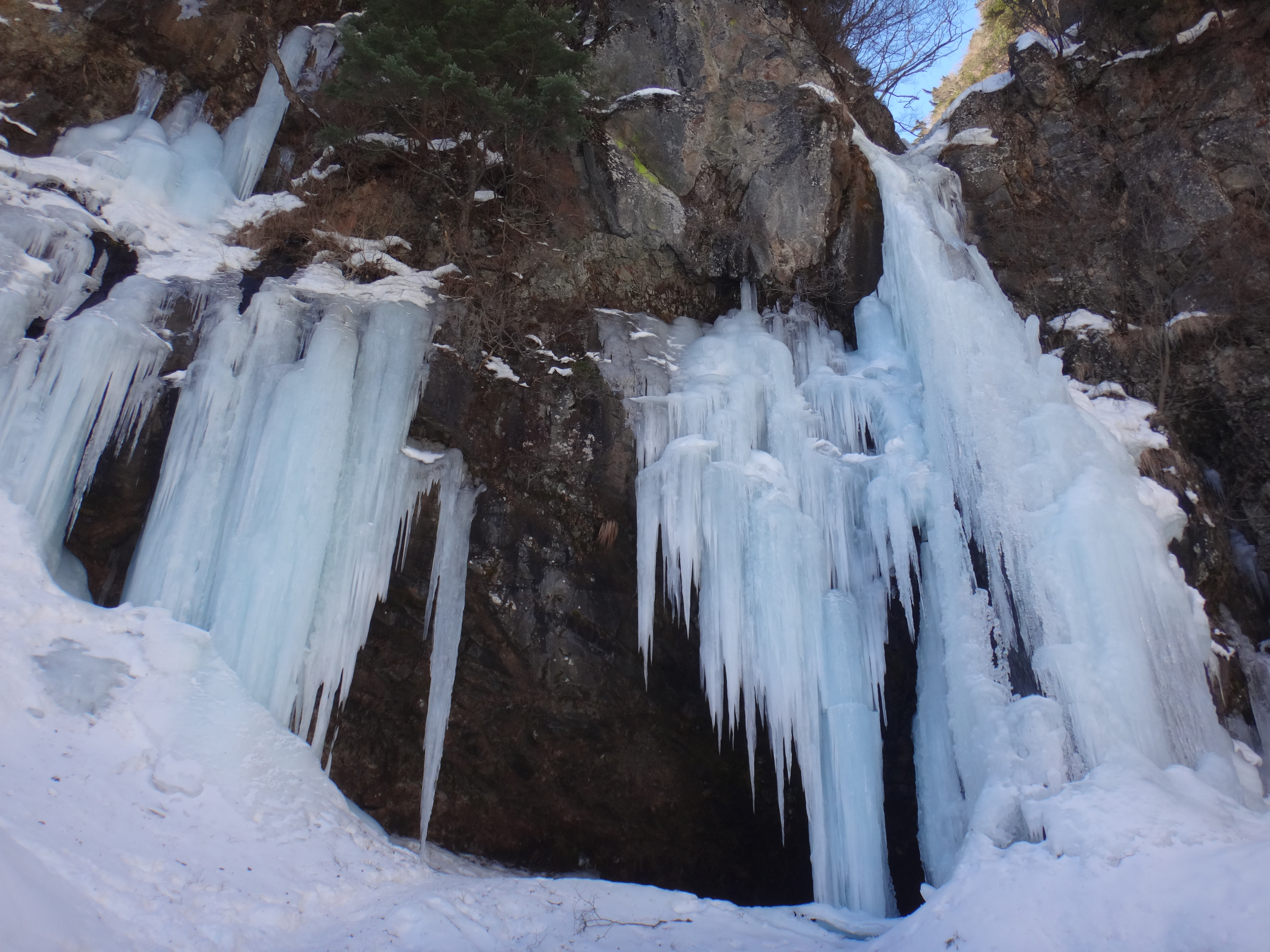
氷瀑となった庵滝

千手ヶ浜のクリンソウ

### 植生
小田代ヶ原周辺で見られる主な植物は主に以下のとおり。

#### 草本類
- アオイスミレ
- アキカラマツ
- イヌゴマ
- イブキトラノオ
- キツリフネ
- クガイソウ
- ゲンノショウコ
- タチツボスミレ
- ツリガネニンジン
- ニッコウアザミ（ノハラアザミの亜種）
- バイケイソウ
- ハクサンフウロ
- ヒヨドリバナ
- ミヤマアキノキリンソウ
- リンドウ
- ワチガイソウ
- ワレモコウ

#### 木本類
落葉低木
- ナナカマド
- ホザキシモツケ

落葉高木
- シラカンバ
- ズミ
- ミズナラ

## 歩道
小田代ヶ原は日光国立公園の指定区域内であり、環境省により木道等から成る歩道『小田代ヶ原周回線』が整備されている。
これを含め、現在整備されている歩道は、以下のルートとなっている。
- 小田代ヶ原展望台を起終点とし小田代ヶ原の周回する歩道
- 周回歩道から戦場ヶ原湯川方面に向かう歩道
- 周回歩道から石楠花橋方面に向かう歩道
- 周回歩道から戦場ヶ原泉門池方面に向かう歩道
- 弓張峠から戦場ヶ原泉門方面に向かい周回歩道に合流する歩道

## アクセス
小田代ヶ原展望台付近には赤沼と中禅寺湖西岸千手ヶ浜を結ぶ日光市道1002号赤沼千手線が通り、当初は本道を通って小田代ヶ原展望台近くまでマイカーで乗り入れることが可能であったが、1994年（平成5年）の春から日光国立公園の日光地域奥日光・霧降管理区の計画見直しに伴い通行禁止となった。
このため、現在は、小田代ヶ原は赤沼や竜頭滝ほか奥日光の各散策拠点から奥日光自然歩道を歩いて訪問するか、東武バス日光が日光自然博物館の委託のもと春季から秋季の間のみ運行する有料の低公害ハイブリッドバスまたはEVバス（赤沼車庫 - 小田代ヶ原 - 弓張峠 - 西ノ湖入口 - 千手ヶ原 - 千手ヶ浜）を利用することになる。

## 参考資料
- 日光旅ナビ（日光市観光協会） 小田代ガ原
- ラムサール条約と条約湿地
- ラムサール条約と条約湿地 日本の条約湿地 奥日光の湿原
- 栃木県立日光自然博物館 赤沼から小田代原、西ノ湖、千手ヶ浜を結ぶ低公害バス
- 環境省 日光国立公園 区域図
- 環境省 日光国立公園 日光地域 公園計画書